# Mirjana Herenda
Mirjana Herenda r. Stančević (Obrovac), hrvatska pjesnikinja, supruga hrvatskog pjesnika Dragutina Herende iz Zadra. Živi i djeluje u Zadru.

## Životopis
Rođena u Obrovcu. Djetinjstvo i mladost provela je u Biogradu. Ondje je napisala prve stihove. Radove je objavljivala u mnogim časopisima i novinama te u programima Hrvatskoga radija i televizije. Prvu zbirku pjesama Pjesme objavila je 1980. godine. U većini pjesma koje je napisala zajednička je ljubav, ljubav pjesnikinje prema miloj joj rijeci Zrmanji, izvorom njena nadahnuća, zatim gradovima u kojima je živjela i Zadru u kojem živi te dragim prijateljima. Godine 2004. objavila je zbirku Oči Zrmanje.
2014. god. objavila zbirku pjesama "Branili su mi."